# Samuel Wanjiru
Samuel Kamau Wanjiru (Nyahururu, 10 de Novembro de 1986 –  Nyahururu, 15 de maio de 2011) foi um corredor de fundo queniano, campeão da maratona nos Jogos Olímpicos de Pequim em 2008, com o recorde olímpico de  2:06:32, quando conquistou a primeira medalha de ouro do Quênia na mais longa e tradicional prova do atletismo olímpico. Entre seus outros resultados de expressão também está o recorde mundial da meia maratona, que conquistou em 2007, e as vitórias nas Maratona de Londres de 2009 e na Maratona de Chicago de 2010.

## Carreira
Wanjiru começou a correr no Quênia aos quinze anos de idade, em 2001, e no ano seguinte mudou-se para o Japão, em Fukuoka, fazendo o ensino secundário em Sendai, completando o curso em 2005. Após os estudos, juntou-se a um grupo de atletas japoneses, treinados pelo medalhista de prata da maratona de Barcelona 1992, Koichi Morishita.
Aos 17 anos, Wanjiru correu os 5000 m no expressivo tempo de 13:12 em Hiroshima e no ano seguinte quebrou o recorde mundial da meia-maratona em Roterdã, na Holanda, diminuindo em um segundo a marca de seu compatriota Paul Tergat.
Em 2006, seu recorde foi quebrado pela bicampeão olímpico dos 10000 m, o etíope Haile Gebrselassie, o 'Imperador', mas ele o recuperou em março de 2007, correndo a distância em 55:31, em Haia, na Holanda.
Wanjiru fez sua estreia na maratona em 2007, na cidade onde morava, Fukuoka, vencendo a mais tradicional maratona do Japão em 2:06.39, um tempo expressivo, e no ano seguinte foi segundo colocado na Maratona de Londres, abaixando mais ainda sua melhor marca pessoal. A consagração internacional na carreira veio ao conquistar a medalha de ouro da maratona em Pequim 2008, a primeira, em 112 anos de existência da prova em Jogos Olímpicos, ganha por corredor do mais tradicional país em corridas de longa-distância, quebrando o recorde olímpico de 24 anos do português Carlos Lopes em quase tês minutos, com o tempo de 2:06:32.
Poucas semanas após a vitória em Pequim, Wanjiru correu em Portugal, vencendo a segunda edição da Meia Maratona do Porto em 21 de setembro de 2008.
Recebeu o Prêmio de Atleta Esportivo do Quênia de 2008.
Em 2009, Wanjiru voltou a Londres para sua primeira maratona após a conquista em Pequim, e venceu a prova em 2:05.10, estabelecendo novo recorde pessoal e novo recorde para a Maratona de Londres. Sua última maratona, Chicago 2010, viu nova vitória depois de um duelo até os metros finais com o etíope Tsegay Kebede, e que lhe valeu a primeira colocação no ranking da World Marathon Majors daquele ano e um prêmio de 500 mil dólares.

## Morte
Em 15 de maio de 2011, Wanjiru morreu após cair do terraço de sua casa, em Nyahururu, no Quênia, no que aparenta ser suicídio após discussão doméstica com a sua mulher. O casal vinha tendo problemas domésticos desde 2010, e o atleta tinha sido acusado de tentar matar a esposa e porte ilegal de um rifle de assalto AK-47. As acusações de tentativa de assassinato foram retiradas após uma aparente reconciliação do casal, mas Wanjiru deveria aparecer perante um juiz em 23 de maio para responder às acusações de posse ilegal de arma de assalto. Pouco antes de cair do balcão da casa, Wanjiru teve uma grande discussão com a esposa, Triza Njeri. Ele não resistiu aos ferimentos da queda.
Federico Rosa, conceituado agente italiano de atletas de fundo, de Wanjiru e de vários campeões olímpicos e mundiais, declarou ter "absoluta certeza que não houve um suicídio" e que Wanjiru foi provavelmente "o maior campeão que já existiu, um atleta de extraordinário talento". O primeiro-ministro do Quênia, Raila Odinga, declarou que a morte do atleta foi um grande baque nas pretensões do Quênia de conseguir uma nova medalha de ouro na maratona dos Jogos Olímpicos de Londres de 2012.
No inquérito judicial realizado anos depois de sua morte, o patologista do governo queniano, Dr. Moses Njue, chefe de um equipe oficial de investigação forense sobre o caso, afirmou à corte que Wanjiru foi assassinado com uma forte pancada que afundou a parte de trás de seu crânio, causada por algum objeto de metal não perfurante, após cair ou ser empurrado do balcão da casa onde vivia com a mulher.